# Philippe Baldée
Philippe Baldée, en néerlandais Philips Baelde, en latin Philippus Baldaeus, est un pasteur protestant néerlandais baptisé le 24 octobre 1632 à Delft et mort en 1671 ou 1672 à Geervliet. Il a accompagné une force d'invasion néerlandaise à Jaffna durant l'occupation néerlandaise de Ceylan, et a été le premier européen à rendre compte de la vie, de la langue et de la culture des Tamouls du nord de l'île. Son récit, comparable au Mahavamsa, a immédiatement été publié en néerlandais et en allemand, avec de belles illustrations. Il a été publié en anglais par Ceylon Government Railway en 1960.
Il consacre de grands développements à l'état religieux, civil et domestique des endroits qu'il a visité et présente la mythologie hindoue. Il y traduit aussi le Notre Père en tamoul : malgré ses erreurs, il s'agit du premier traité sur une langue indienne imprimé en Europe.
De retour aux Pays-Bas, Baldée y a mené une vie de pasteur jusqu'à sa mort précoce.

## Biographie

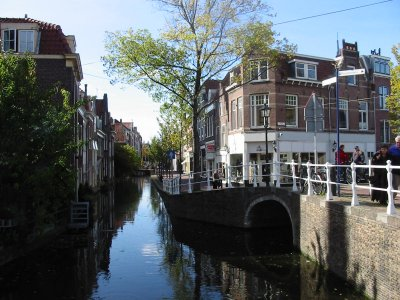
La famille Baldée vivait sur Voldersgracht, comme Johannes Vermeer, né lui aussi en 1632.

Philippe était le fils de Jan Baldée (1610-1636) et Maria de Jonge (Junius). Son père était d'origine flamande,. Son arrière-grand-père avait quitté Ypres en 1584 après l'occupation de la ville par Alexandre Farnèse. Ses parents s'étaient mariés en 1629. Son père était marchand et vivait sur Voldersgracht. Sa mère était la fille d'un pasteur local, Isaac Junius. En 1630, ils eurent un premier fils, Jacob, qui mourut probablement en juin 1636. En septembre et octobre, ses deux-parents Junius le suivirent dans la tombe. Sa sœur Maria fut baptisée le 16 novembre 1636, la veille de la mort de sa mère. Quatre jours plus tard, son père fut lui aussi enterré dans la Nouvelle église de Delft. Philippe Baldée se retrouva donc orphelin à 4 ans.

### Études
Après tous ces décès, dont certains étaient dus à la peste sévissant alors à Delft, on suppose qu'il fut élevé par son grand-père Michiel[réf. souhaitée]. Il suivit d'abord l'école élémentaire, puis s'engagea sur les traces de son oncle maternel Robert Junius (en), « le Réformateur de Formose ». En janvier 1645, Junius était revenu à Delft, s'y était marié et avait composé un rapport détaillé de ses expériences en Orient.
Philippe Baldée étudia un an et demi la philosophie, la logique et les langues orientales à Groningue (1649), puis la théologie à Leyde (1650-1654). En 1654, il épousa sa cousine Maria van Castel (morte en 1655). Après des discussions avec Arnoldus Montanus (nl), il entra au service de la Compagnie néerlandaise des Indes orientales (VOC). Il partit en octobre 1654 avec sa femme. À partir de juillet 1655, il vécut à Batavia, puis se rendit à Makassar et à Malacca. Devenu veuf, il épousa Elisabeth Tribolet à bord d'un navire en route pour Ceylan. Après l'occupation de l'île par Gerard Pietersz Hulft, et sa mort, il servit à partir de 1657 sous l'autorité de Rijcklof van Goens, qui occupa la côte de Coromandel et Negapatnam en 1658.
Baldaeus servit à Jaffna et à Galle, prêchant en néerlandais ou en portugais.
Une nouvelle campagne contre les Portugais commença depuis Jaffna, traversant Mannar, Tuticorin et Nagapattinam et se terminant en Inde du Sud. Ces régions étaient peuplées de Tamouls catholiques, qui étaient des hindous convertis. En 1660, les hollandais finirent par contrôler la totalité de l'île, à l'exception du Royaume de Kandy, isolé à l'intérieur des terres. (Cornelis Speelman (en) fut le premier gouverneur de Ceylan.) Lorsque les hollandais occupèrent la côte de Malabar en 1661, Baldée en faisait partie. Vers 1662, il revint à Ceylan, où il apprit le sanskrit et étudia l'hindouisme.
Baldée s'installa au nord de l'île, peuplé de Tamouls. Il apprit le tamoul et se renseigna sur leur vie et leur culture. Il fut un des premiers européens à étudier longuement la région. Il fit également des dessins et des peintures de la vie à Ahmedabad, une ville commerçante du Gujarat où il n'était en fait jamais allé.

### Mission et ethnologie en Inde du Sud et au Sri Lanka

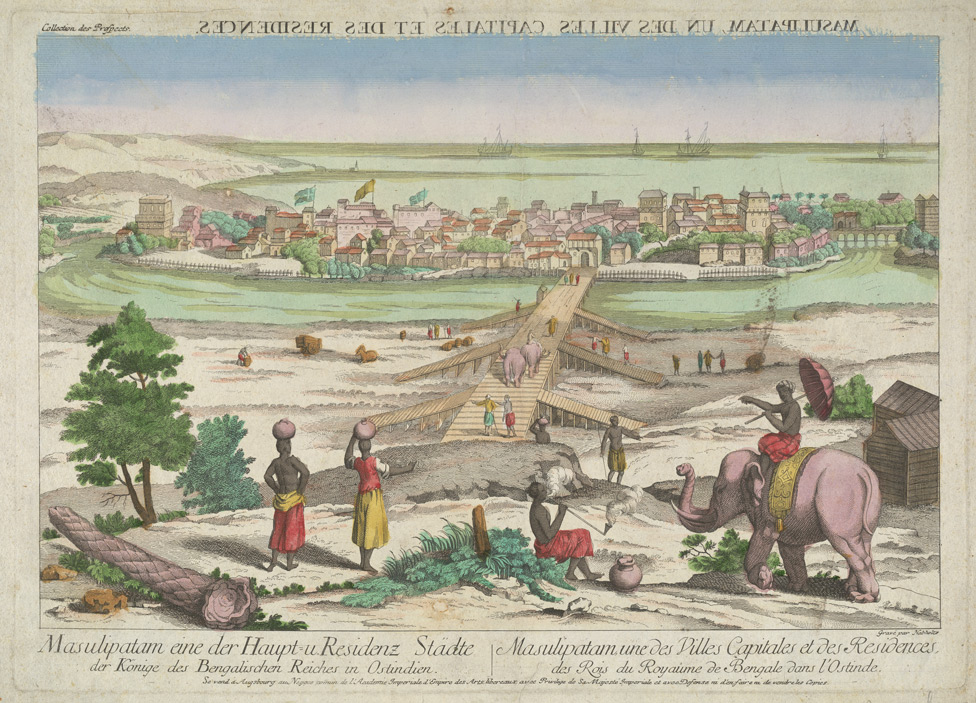
Vue de Masulipatnam. Extrait de la Description des pays des Indes orientales.

Baldée devait à la fois servir l'église réformée hollandaise et ses paroissiens, d'anciens catholiques de conversion toute récente. Parmi les soldats de la VOC, il y avait aussi beaucoup de luthériens, particulièrement allemands, dont la foi était considérée par les pasteurs comme une rivale, qu'ils attaquaient souvent dans leur sermons.
La paroisse de Baldée comprenait la totalité des côtes du Sri Lanka, plus les îles voisines et la partie tamoule du Sud de l'Inde, un territoire gigantesque qui avait été divisé par les Portugais en 32 paroisses, chacun avec une église et une école, de nombreux moines et un collège des Jésuites. Leur défaite et la reddition de Jaffna se traduisit par un vide dans la diffusion du christianisme. La guerre avait été brutale et la plupart des catholiques avaient été tués : il ne restait qu'une quarantaine de membres du clergé.
Pour seulement quatre prédicateurs calvinistes, la tache était donc herculéenne. La mission jésuite de la côte de Coromandel, à Madura, bénéficiait d'un bon support du public. Ses prêtres étaient célèbres, notamment François Xavier, Roberto de Nobili, Joseph Constant Beschi, Jean de Britto, et ils étaient célibataires, sans familles à nourrir.
Baldée étudia leurs écrits et leurs méthodes. Il suivit leur modèle, voyageant seul d'église en église, au service des anciens catholiques. 12 387 d'entre eux furent convertis au calvinisme. Leur éducation religieuse était importante pour Baldée, qui découvrit avec embarras qu'elle était très superficielle. Les Tamouls étaient des chrétiens « de nom », surnommés « chrétiens de riz », allusion au riz qu'ils recevaient lors de leur conversion.
Baldée avait une bonne compréhension de la culture et de la religion des Tamouls et des Cinghalais. Bien que surtout intéressé par leur conversion, il fit aussi des efforts pour améliore leur éducation : au moment de son départ, il était responsable de l'éducation religieuse de 18 000 enfants.
Son zèle entraîna cependant des conflits avec la VOC, qui ne voulait rien dépenser pour la diffusion du christianisme ou l'éducation des autochtones. La VOC était une compagnie commerçante et elle n'hésitait pas à contrarier les prédicateurs calvinistes sur les questions ecclésiales. Elle fournissait une aide financière au Collegium Indicum de Leyde et espérait plus de docilité.

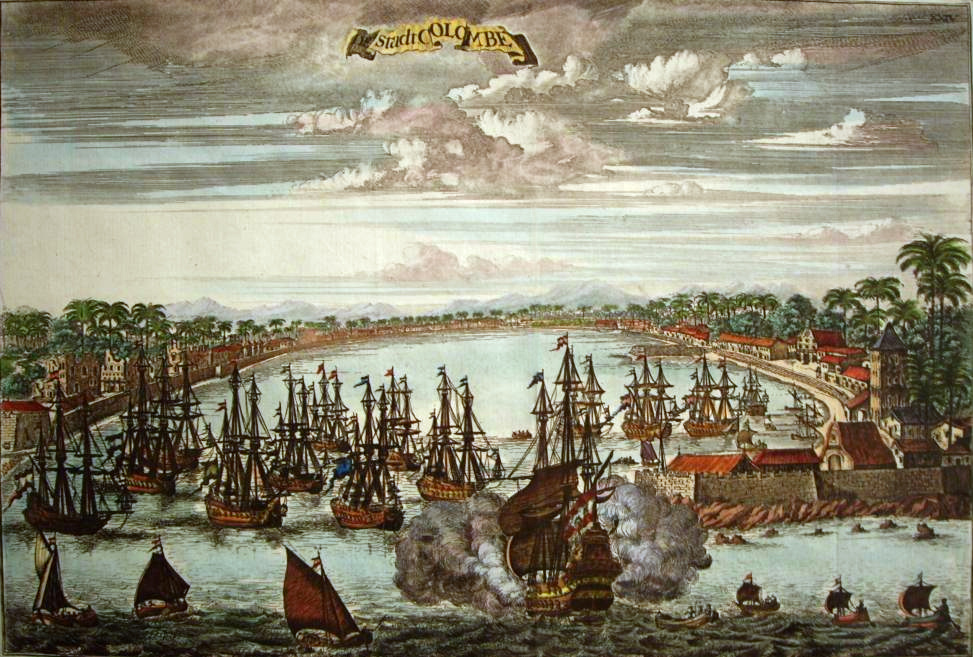
Colombo, illustration de 1775, basé sur une gravure de Jan Kip datant d'environ 1680.

La compagnie s'opposa aux suggestions de Baldée pour l'amélioration de l'éducation religieuse et la conversion des Tamouls, et décida que les fonds nécessaires seraient réunis en distribuant des amendes pour la violation des règles des écoles. Baldée refusa de se conformer à cette décision et fut presque accusé de malversations financières par le gouverneur. Il ne put continuer ses études linguistiques, car sa hiérarchie, sous pression de l'état, estima qu'il s'agissait d'une perte de temps

### Retour aux Pays-Bas
En 1665-1666, Baldée revint aux Pays-Bas par le Cap de Bonne-Espérance. Apparemment il ne s'était engagé que pour dix ans (Jong, S. Afgoderey). En 1667, il rédigea une plainte détaillée auprès du gouvernement au sujet de la rapacité de la VOC et de la manière dont elle entravait les affaires ecclésiales à Ceylan. Contrairement à ce qu'il espérait, on ne lui offrit pas de poste au Collegium Indicum. En 1669, il fut obligé de s'installer dans une petite ville, Geervliet, au sud de Rotterdam. C'est là qu'il mourut à seulement 39 ans, sans doute en 1671, puisque sa veuve se remaria en juin 1672 avec Pieter Baldée.
Il laissait derrière lui un ouvrage très complet sur les pays qu'il avait traversé, la Description des pays des Indes orientales de Malabar, Coromandel, Ceylan, etc. (Amsterdam 1672), où il présente la mythologie hindoue et des éléments de tamoul, notamment une traduction du Notre Père. Cet ouvrage était dédié au bailli Cornelis de Witt

## Impact

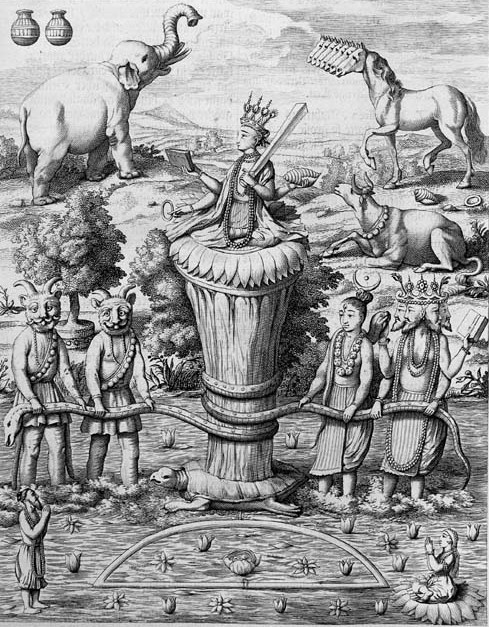
Le barattage de la mer de lait par les dieux et les asuras, gravure de l'ouvrage de Baldée.

Il existe aujourd'hui à Trincomalee un Baldeus Theological College qui forme des prédicateurs calvinistes pour l'Asie.
Les néerlandais occupèrent Jaffna de 1656 à 1796, dont le tamoul contient encore aujourd'hui des mots portugais et hollandais.
Les îles du détroit de Palk, entre l'Inde et le Sri Lanka, reçurent le nom de villes des Pays-Bas comme Leyde (aujourd'hui Kayts (en)) et Delft. À Point Pedro, au milieu de la place du marché, une inscription sur une plaque de calcaire indique un endroit où Baldée a régulièrement prêché le christianisme aux Tamouls.

### LaDescription des pays des Indes orientales
L'ouvrage comporte les sections suivantes :
- « Description détaillée de la côte de l'Inde orientale ou des zones de lagons de Malabar et Coromandel » (comprenant un « Court guide des arts du langage du temps »)
- « Description de la grande et célèbre île de Ceylan »
- « Idolâtrie des païens de l'Inde orientale. Une description véridique et détaillé de la religion des hindous et de leurs idoles. »

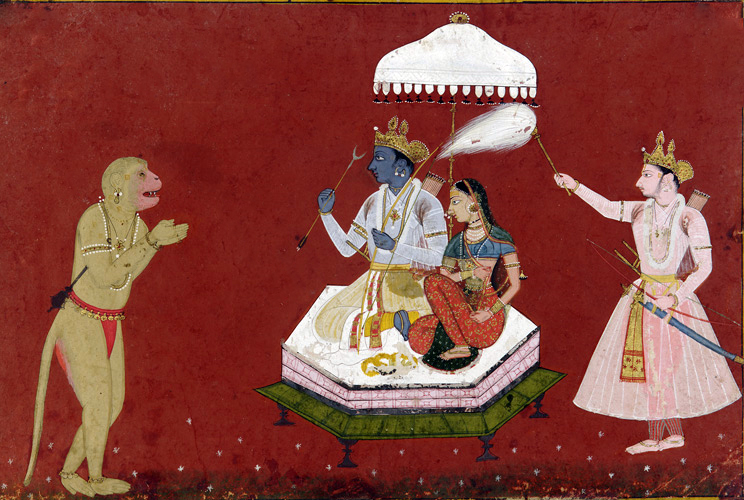
Peinture du Ramayana du XVIIe siècle : Hanuman vénère Râma et son épouse Sītā. (Smithsonian Institution).

Baldée y expose tout ce qu'il juge intéressant du point de vue ethnologique, historique, géographique et théologique, qu'il l'ait recueilli lui-même ou par l'intermédiaire de lettrés de haute caste ou d'interprètes, ou à partir des collections des bibliothèques jésuites d'Inde du Sud ou de Ceylan, ou encore de la littérature déjà disponible aux Pays-Bas à ce sujet. Il fait largement appel à sa connaissance du sanskrit, ainsi qu'a celle du portugais, qui servait de langue véhiculaire dans la région ; il fait aussi des citations en hébreu, grec, latin, anglais, français et italien. Sa description du tamoul est une nouveauté complète, bien que selon ses dires il n'en ait eu qu'une connaissance rudimentaire : il n'en savait probablement pas beaucoup plus que l'alphabet. Il est bien différent en cela des Jésuites, qui apprendront plus tard assez bien cette langue pour se confronter directement aux érudits locaux, et même, comme Costanzo Beschi (1680-1747) pour prendre un nom tamoul (Viramamunivar) et écrire des ouvrages dans cette langue.
Le livre de Baldée a créé en Europe la croyance longtemps entretenue que la civilisation européenne trouvait ses origines dans l'hindouisme et le bouddhisme de l'Inde. Il est le premier à faire connaître à un large public la mythologie de Krishna et les épopées du Ramayana et du Mahabharata. Les philosophes allemands poursuivirent dans cette voie en analysant toutes les religions orientales en termes de philosophie.